# 圣克鲁瓦叙艾济耶
圣克鲁瓦叙艾济耶（法語：Sainte-Croix-sur-Aizier，法語發音：[sɛ̃t kʁwa syʁ ɛzje]，意为“艾济耶上方的圣克鲁瓦”）是法国厄尔省的一个旧市镇，属于贝尔奈区。2016年，圣克鲁瓦叙艾济耶与市镇布尔讷维尔合并为新市镇布尔讷维尔-圣克鲁瓦。

## 地名
法语词“sur”意为“在……上方”，在地名中常接河名，此时地名按“XXX河畔XXX”译，但此处的“艾济耶”（Aizier）并不是河名，而是临近的一个市镇，“Sainte-Croix-sur-Aizier”一名意为“艾济耶上方的圣克鲁瓦”。

## 地理
圣克鲁瓦叙艾济耶（49°25'2"N, 0°37'46"E）面积4.82 平方千米，位于法国诺曼底大区厄尔省，该省份为法国北部内陆省份，北起滨海塞纳省，西接奧恩省和卡爾瓦多斯省，南至厄尔-卢瓦省，东临瓦兹省、瓦兹河谷省和伊夫林省。
与圣克鲁瓦叙艾济耶接壤的市镇（或旧市镇、城区）包括：瓦特维尔拉吕、托克维尔、布尔讷维尔。
圣克鲁瓦叙艾济耶的时区为UTC+01:00、UTC+02:00（夏令时）。

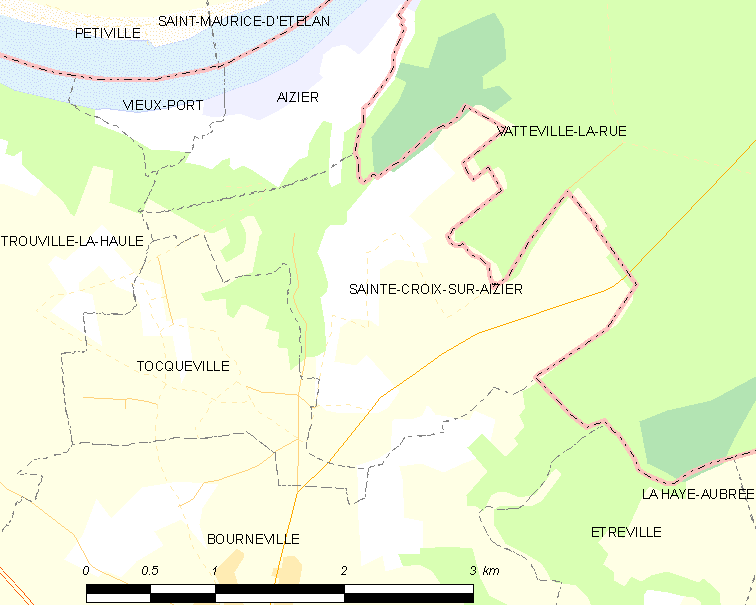
圣克鲁瓦叙艾济耶的OSM定位图

## 行政
圣克鲁瓦叙艾济耶的邮政编码为27500，INSEE市镇编码为27526。

## 政治
圣克鲁瓦叙艾济耶所属的省级选区为阿沙尔堡县。

## 人口

1962-2008年间圣克鲁瓦叙艾济耶人口变化图示

圣克鲁瓦叙艾济耶于2018年1月1日时的人口数量为292人。